# Jean Rénald Clérismé
Jean Rénald Clérismé (* 7. Oktober 1937 in Les Cayes; † 29. Oktober 2013 in Port-au-Prince) war ein römisch-katholischer Geistlicher und haitianischer Diplomat. Er war vom 9. Juni 2006 bis 5. September 2008 Außenminister seines Landes.

## Leben
Clérismé wurde am 7. Oktober 1937 in Les Cayes im Arrondissement Port-Salut, Département Sud geboren.
Er wurde bereits in jungen Jahren katholischer Priester in Port-de-Paix im Nordwesten Haitis und blieb dort über 15 Jahre lang. Er wandte sich anschließend umfassenden Studien zur Vorbereitung auf eine Laufbahn im Staatsdienst vor. Neben Abschlüssen als Master of Arts und Master of Science (Anthropologie und Soziologie) erlangte er im Jahr 1996 einen Doktortitel in Philosophie an der Yale University, Vereinigte Staaten. Der Titel seiner Dissertationsschrift lautet „Migration and Relations of Production of Dominican Coffee Industry: Haitian Workers on El Fondo Coffee Plantations“.
Von 2000 bis 2004 fungierte er als Botschafter unter Präsident Jean-Bertrand Aristide bei der Welthandelsorganisation (WTO), der Konferenz der Vereinten Nationen für Handel und Entwicklung (UNDTAD), der Internationalen Fernmeldeunion (ITU) und der Internationalen Atomenergie-Organisation (IAEO). Präsident René Préval machte ihn zu Beginn seiner zweiten Amtszeit im Jahr 2006 zum Außenminister. Auch nach seinem Rücktritt im Jahr 2008, als ihm Alrich Nicolas im Amt folgte, blieb er Berater des Präsidenten und koordinierte nach dem Erdbeben des Jahres 2010 den Einsatz von Medizinern aus Kuba.
Clérismé verstarb in seinem 75. Lebensjahr am 29. Oktober 2013 in Port-au-Prince. Die Trauerfeier fand am 15. November 2013 in der Kirche Saint Louis Roi de France in der Hauptstadt statt. Beigesetzt wurde er am 16. November 2013 in seiner Heimatstadt Cayes.